# Perpezac-le-Blanc
Perpezac-le-Blanc är en kommun i departementet Corrèze i regionen Nouvelle-Aquitaine i de centrala delarna av Frankrike. Kommunen ligger  i kantonen Ayen som tillhör arrondissementet Brive-la-Gaillarde. År 2022 hade Perpezac-le-Blanc 431 invånare.

## Befolkningsutveckling
Antalet invånare i kommunen Perpezac-le-Blanc
Referens:INSEE